# Maxime Carène
Maxime Carène (* 7. Juni 2001 in Fort-de-France) ist ein französischer Basketballspieler.

## Werdegang
Carène wuchs im französischen Überseegebiet Martinique auf und spielte fort für den Sporting Club Lamentinois. 2016 wechselte er ans französische Leistungszentrum INSEP.
Zu Beginn seiner Vertragszeit beim französischen Erstligisten Limoges CSP litt Carène unter einer Knieverletzung. Er spielte für Limoges’ Jugend und kam in der Saison 2020/21 dann in zwei Begegnungen der ersten französischen Liga zum Einsatz. Im Februar 2021 wechselte er zum Drittligisten Stade Rochelais Basket.
In der Saison 2021/22 bestritt er ein Pflichtspiel für die belgische Mannschaft Limburg United sowie sechs weitere Einsätze für die zweite Mannschaft des Vereins. Anfang Februar 2022 wechselte er nach Spanien zum CB Estudiantes. Er kam in der zweiten Mannschaft der Madrilenen in zwölf Spielen der Liga EBA (vierthöchste Spielklasse Spaniens) zum Einsatz. In der Folgesaison 2022/23 stand Carène in derselben Liga von Oktober 2022 bis Ende Januar 2023 bei Gipuzkoa Basket unter Vertrag. Für den französischen Drittligisten Rueil Athletic Club kam er in derselben Saison auf vier Einsätze.
Carène stand in der Saison 2023/24 bei den Texas Legends in den Vereinigten Staaten unter Vertrag, nahm mit der Mannschaft an neun Spielen der NBA G-League teil. Anfang September 2024 wurde der Franzose als Neuzugang des österreichischen Erstligisten Kapfenberg Bulls vermeldet.

### Nationalmannschaft
Carène wurde 2017 mit Frankreich U16-Europameister und 2018 Zweiter de U17-Weltmeisterschaft.